# Matematična konstanta
Matematična konstanta je količina v matematiki, ki ne spreminja svoje vrednosti. Tako je konstanta nasprotje spremenljivki. Matematične konstante so z razliko od fizikalnih določene neodvisno od katerekoli fizikalne meritve.

## Razpredelnica nekaterih izbranih matematičnih konstant
Uporabljene kratice:
I - iracionalno število, A - algebrsko število, T - transcendentno število, ? - še neznano
Spl - splošno, TeŠ - teorija števil, TeK - teorija kaosa, Kom - kombinatorika, Inf - teorija informacij, Ana - matematična analiza
| označba                                    | vrednost                                      | ime(na)                                                 | področje | N     | prvič opisana                   | # znanih števk     |
| ------------------------------------------ | --------------------------------------------- | ------------------------------------------------------- | -------- | ----- | ------------------------------- | ------------------ |
| 0, {\displaystyle 0\!\,}                   | = 0                                           | nič                                                     | Spl      | R     | okoli 7.-5. stoletje pr. n.š t. | /                  |
| 1, {\displaystyle 1\!\,}                   | = 1                                           | ena                                                     | Spl      | R     | /                               | /                  |
| i, {\displaystyle i\!\,}                   | {\displaystyle ={\sqrt {-1}}\!\,}             | imaginarna enota                                        | Spl, Ana | A     | 16. stoletje                    | /                  |
| π, {\displaystyle \pi \!\,}                | ≈ 3,14159 26535 89793 23846 26433 83279 50288 | pi, Arhimedova konstanta ali Ludolfovo število          | Spl, Ana | T     | okoli 2000 pr. n. št.           | 10.000.000.000.000 |
| e, {\displaystyle e\!\,}                   | ≈ 2,71828 18284 59045 23536 02874 71352 66249 | Napierova konstanta, osnova naravnega logaritma         | Spl, Ana | T     |                                 | 100.000.000.000    |
| √2, {\displaystyle {\sqrt {2}}\!\,}        | ≈ 1,41421 35623 73095 04880 16887 24209 69807 | kvadratni koren števila 2, Pitagorova konstanta         | Spl      | I     |                                 | 200.000.000.000    |
| √3, {\displaystyle {\sqrt {3}}\!\,}        | ≈ 1,73205 08075 68877 29352 74463 41505 87236 | kvadratni koren števila 3, Teodorjeva konstanta         | Spl      | A     | okoli 800 pr. n. št.            | /                  |
| √5, {\displaystyle {\sqrt {5}}\!\,}        | ≈ 2,23606 79774 99789 69640 91736 68731 27623 | kvadratni koren števila 5                               | Spl      | A     | okoli 800 pr. n. št.            | /                  |
| γ, {\displaystyle \gamma \!\,}             | ≈ 0,57721 56649 01532 86060 65120 90082 40243 | Euler-Mascheronijeva konstanta                          | Spl, TeŠ | ?     | 1735                            | 14.922.244.771     |
| φ, Φ, {\displaystyle \varphi \!\,}         | ≈ 1,61803 39887 49894 84820 45868 34365 63811 | število zlatega reza                                    | Spl      | A     | 3. stoletje pr. n. št.          | 100.000.000.000    |
| ρ, {\displaystyle \rho \!\,}               | ≈ 1,32471 79572 44746 02596 09088 54478 09734 | plastično število                                       | TeŠ      | A     | 1928                            |                    |
| β *, {\displaystyle \beta ^{*}\!\,}        | ≈ 0,70258                                     | Embree-Trefethenova konstanta                           | TeŠ      |       |                                 |                    |
| δ, {\displaystyle \delta \!\,}             | ≈ 4,66920 16091 02990 67185 32038 20466 20161 | Feigenbaumova konstanta                                 | TeK      |       |                                 |                    |
| α, {\displaystyle \alpha \!\,}             | ≈ 2,50290 78750 95892 82228 39028 73218 21578 | Feigenbaumova konstanta                                 | TeK      |       |                                 |                    |
| C 2, {\displaystyle C_{2}\!\,}             | ≈ 0,66016 18158 46869 57392 78121 10014 55577 | konstanta praštevilskih dvojčkov                        | TeŠ      |       |                                 | 5.020              |
| M1, {\displaystyle M_{1}\!\,}              | ≈ 0,26149 72128 47642 78375 54268 38608 69585 | Meissel-Mertensova konstanta                            | TeŠ      |       | 1866 1874                       | 8.010              |
| B2, {\displaystyle B_{2}\!\,}              | ≈ 1,90216 05823                               | Brunova konstanta za praštevilske dvojčke               | TeŠ      |       | 1919                            | 10                 |
| B4, {\displaystyle B_{4}\!\,}              | ≈ 0,87058 83800                               | Brunova konstanta za praštevilske četverčke             | TeŠ      |       |                                 |                    |
| Λ, {\displaystyle \Lambda \!\,}            | > – 2,7 · 10−9                                | de Bruijn-Newmananova konstanta                         | TeŠ      |       | 1950?                           | nobeno             |
| G, {\displaystyle G\!\,}                   | ≈ 0,91596 55941 77219 01505 46035 14932 38411 | Catalanova konstanta                                    | Kom      | ?     |                                 | 31.026.000.000     |
| K, {\displaystyle K\!\,}                   | ≈ 0,76422 36535 89220 66299 06987 31250 09232 | Landau-Ramanudžanova konstanta                          | TeŠ      | I (?) |                                 | 30.010             |
| K, {\displaystyle K\!\,}                   | ≈ 1,13198 824                                 | Viswanathova konstanta1                                 | TeŠ      |       |                                 | 8                  |
| B´L, {\displaystyle B'_{\mathrm {L} }\!\,} | = 1                                           | Legendrova konstanta                                    | TeŠ      |       |                                 |                    |
| μ, {\displaystyle \mu \!\,}                | ≈ 1,45136 92348 83381 05028 39684 85892 02744 | Ramanudžan-Soldnerjeva konstanta, Soldnerjeva konstanta | TeŠ      |       |                                 | 75.500             |
| EB, {\displaystyle E_{\mathrm {B} }\!\,}   | ≈ 1,60669 51524 15291 76378 33015 23190 92458 | Erdős-Borweinova konstanta                              | TeŠ      | I     |                                 |                    |
| CE, {\displaystyle C_{\mathrm {E} }\!\,}   | ≈ 0,23571 11317 19232 93137 41434 75359 61677 | Copeland-Erdőseva konstanta                             | TeŠ      |       |                                 |                    |
| β, {\displaystyle \beta \!\,}              | ≈ 0,28016 94990 23869 13303                   | Bernštejnova konstanta                                  | Ana      |       | 1914                            |                    |
| λ1, {\displaystyle \lambda _{1}\!\,}       | ≈ 0,30366 30028 98732 65859 74481 21901 55623 | Gauss-Kuzmin-Wirsingova konstanta                       | Kom      | I (?) | 1974                            | 385                |
| σ, {\displaystyle \sigma \!\,}             | ≈ 0,35323 63718 54995 98454                   | Hafner-Sarnak-McCurleyjeva konstanta                    | TeŠ      |       | 1993                            |                    |
| λ, {\displaystyle \lambda \!\,}            | ≈ 0,62432 99885 43550 87099 29363 83100 83724 | Golomb-Dickmanova konstanta                             | Kom, TeŠ |       | 1930 1964                       |                    |
| γ, {\displaystyle \gamma \!\,}             | ≈ 3,27582 29187 21811 15978 76818 82453 84386 | Lévyjeva konstanta, Hinčin-Lévyjeva konstanta           | TeŠ      |       | 1935 1936                       |                    |
| K0, {\displaystyle K_{0}\!\,}              | ≈ 2,68545 20010 65306 44530 97148 35481 79569 | Hinčinova konstanta                                     | TeŠ      | ?     | 1934                            | 7.350              |
| Ω, {\displaystyle \Omega \!\,}             | ≈ 0,56714 32904 09783 87299 99686 62210 35554 | konstanta omega                                         | Ana      | T     |                                 |                    |
| λ, {\displaystyle \lambda \!\,}            | ≈ 1,30357 7269                                | Conwayjeva konstanta                                    | Spl      | A     |                                 |                    |
| G, {\displaystyle G\!\,}                   | ≈ 0,83462 68416 74073 18628 14297 32799 0468  | Gaussova konstanta                                      | Spl      | T     | 1799                            |                    |

Opomba:
- 0 Razpredelnica je zložena precej 'naključno'.